# Arhopala herana
Arhopala herana är en fjärilsart som beskrevs av Hans Fruhstorfer 1914. Arhopala herana ingår i släktet Arhopala och familjen juvelvingar. Inga underarter finns listade i Catalogue of Life.